# Walerija Olegowna Maslowa
Walerija Olegowna Maslowa (russisch Валерия Олеговна Маслова; * 23. Januar 2001 in Rostow am Don) ist eine russische Handballspielerin.

## Karriere
Walerija Maslowa gehörte ab der Saison 2017/18 dem Kader des russischen Erstligistens GK Rostow am Don an. Mit Rostow gewann sie 2018, 2019 und 2020 die russische Meisterschaft sowie 2018 und 2019 den russischen Pokal. Weiterhin stand sie mit Rostow in der Saison 2018/19 im Finale der Champions League. Seit der Saison 2020/21 läuft sie für den montenegrinischen Verein ŽRK Budućnost Podgorica auf. Mit Budućnost gewann sie 2021 sowohl die montenegrinische Meisterschaft als auch den montenegrinischen Pokal. Im Februar 2022 wechselte sie zum russischen Erstligisten PGK ZSKA Moskau. Mit ZSKA gewann sie 2022 den russischen Pokal. Im Juli 2022 unterschrieb Maslowa einen Vertrag beim französischen Erstligisten Metz Handball. Mit Metz gewann sie 2023 sowohl die französische Meisterschaft als auch den französischen Pokal. In der Saison 2023/24 steht sie beim Ligakonkurrenten Brest Bretagne Handball unter Vertrag. Seit dem Sommer 2024 läuft sie für den ungarischen Erstligisten Ferencváros Budapest auf. Mit Ferencváros gewann sie 2025 den ungarischen Pokal. Ab der Saison 2025/26 wird sie beim rumänischen Erstligisten CSM Bukarest unter Vertrag stehen.
Maslowa nahm 2017 mit Russland an der U-17-Europameisterschaft teil, bei der sie in das All-Star-Team gewählt wurde. 2018 belegte sie bei der U-20-Weltmeisterschaft den vierten Rang. Im selben Jahr gewann Michailitschenko bei der U-18-Weltmeisterschaft die Goldmedaille. Bei der U-19-Europameisterschaft 2019 wurde sie erneut in das All-Star-Team gewählt. Maslowa gehört mittlerweile dem Kader der russischen Nationalmannschaft an. Mit Russland nahm sie an der Europameisterschaft 2020 teil. Maslowa erzielte im Turnierverlauf insgesamt fünf Treffer.